# BCDIC
BCDIC (Binary-Coded Decimal Interchange Code) je název skupiny nestandardizovaných šestibitových kódování znaků používaných na počítačích společnosti IBM i dalších firem, jako Burroughs Corporation, Groupe Bull, CDC, General Electric (jejíž počítačovou divizi odkoupila v roce 1969 společnost Honeywell), NCR, Siemens a Sperry-UNIVAC, které byly předchůdcem kódování EBCDIC.

## Historie

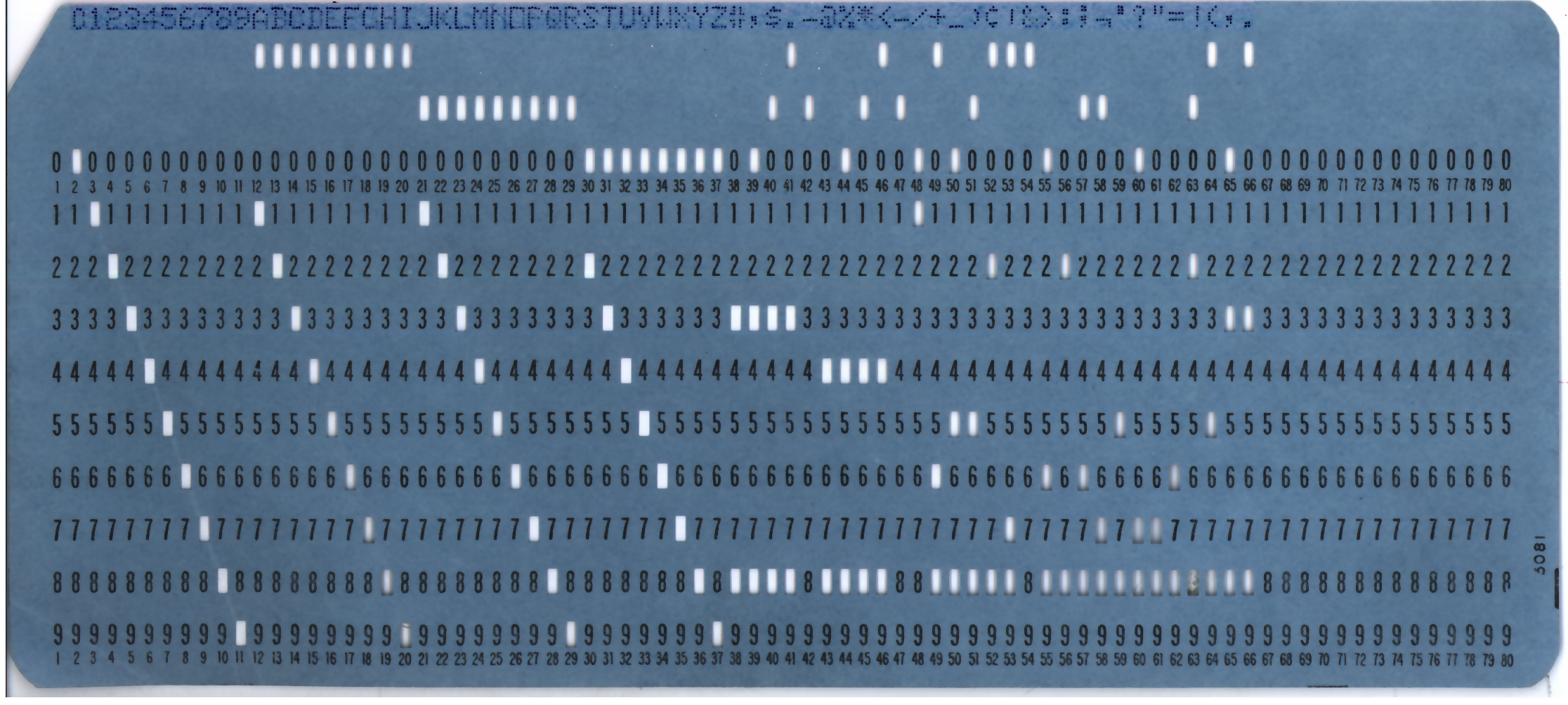
Děrný štítek se znaky EBCDIC

Kódování BCDIC vycházela z kódu děrných štítků, které společnost IBM představila v roce 1928. Na štítek o velikosti 187×83 mm (7 3⁄8 × 3 1⁄4 palce) bylo možné zaznamenat až 80 desítkových číslic, z nichž každá byla reprezentována vyděrováním jednoho otvoru v řádcích označených 0 až 9; sloupec bez děrování kódoval mezeru. Po roce 1931 začala společnost IBM štítky používat i pro záznam velkých písmen anglické abecedy a některých speciálních symbolů. Písmena byla kódována dvěma otvory v jednom sloupci; jeden z nich byl v řádcích 1 až 9, druhý v jednom ze dvou řádků umístěných ještě nad řádkem nula a označovaných 12 a 11, nebo v řádku nula. Většina speciálních znaků byla reprezentována dvěma otvory v řádcích 1 až 9 a žádným nebo jedním otvorem v řádcích 12, 11 nebo 0. Pro uložení ve vnitřní paměti byly kombinace otvorů reprezentovány šestibitovým číslem. Protože písmena i číslice měly ve spodních čtyřech bitech hodnoty 0 až 9, stejně jako je tomu u BCD reprezentace čísel, do názvu kódování se dostalo Binary-Coded Decimal (BCD).
Nástupcem BCDIC byla skupina osmibitových kódování EBCDIC vytvořených v roce 1963 pro řadu počítačů IBM System/360 a které se používalo na sálových a středních počítačích různých firem.

## IBM 48-character BCDIC code
První verze kódu BCDIC měla 48 znaků, protože vycházela ze vzorů děrných štítků a znakových sad tiskáren, což jsou zařízení, u kterých nebyl žádný důvod, aby velikost znakové sady byla mocninou čísla dvě.
|    | x0     | x1 | x2 | x3 | x4 | x5 | x6 | x7 | x8 | x9 | xA | xB | xC | xD | xE | xF |
| -- | ------ | -- | -- | -- | -- | -- | -- | -- | -- | -- | -- | -- | -- | -- | -- | -- |
| 0x | mezera | 1  | 2  | 3  | 4  | 5  | 6  | 7  | 8  | 9  | 0  | #  | @  |    |    |    |
| 1x |        | /  | S  | T  | U  | V  | W  | X  | Y  | Z  |    | ,  | %  |    |    |    |
| 2x | -      | J  | K  | L  | M  | N  | O  | P  | Q  | R  |    | $  | *  |    |    |    |
| 3x | &      | A  | B  | C  | D  | E  | F  | G  | H  | I  |    | .  | ⌑  |    |    |    |

Základem kódování byl 40znakový kód děrných štítků, který obsahoval 10 číslic, 26 velkých písmen anglické abecedy a mezeru a tři komerčně často používané znaky přidané kolem roku 1932::s.67 znaménko minus používané pro tisk kreditních zůstatků, používané i jako spojovník v textech, znak ampersand používaný ve jménech firem a adresách (Procter & Gamble, Mr. & Mrs. Smith) a hvězdička používaná na vyplnění prázdných polí při tisku peněžních částek.

## Varianty kódu BCDIC
V průběhu času se používalo mnoho variant šestibitového kódu BCDIC, jejichž odlišnosti spočívají v následujících rozdílech:
1. Zobrazení zóny (zakódované otvory v řádcích 12, 11 a 0) na dva nejvyšší bity. Ve všech kódováních se převádí žádné děrování v řádcích zóny na bitový vzorek 00, ale některá kódují otvory v zóně v pořadí 12-11-0, čímž se zachovává abecední pořadí znaků, jiná v pořadí 0-11-12, čímž se tři části abecedy objeví v opačném pořadí.
2. Zobrazení číslice 0. Přímočarý převod z vyděrovaného otvoru v řádku 0 umisťuje před číslice 1–9 znak mezera, zatímco znak 0 se objeví na začátku řádku obsahujícího znak 'S'. Všechny kódy však mají určité zpracovávání speciálních případů, které buď převádí číslici 0 na kód nula (a mezeru kódují jinak), nebo číslici nula kódují binárně 001010 (desítkový 10) a znak reprezentovaný otvory 8+2 kódují jinak.
3. Přiřazení speciálních znaků. Kódy přiřazované nealfanumerickým znakům se měnily dokonce i u jednoho modelu počítače. Na některých počítačích[pozn. 1] měly znaky procento a lozenge (U+2311 ⌑ {{{2}}}) kódy, které na jiných počítačích měly kulaté závorky.[pozn. 2]

Protože v původním kódování neexistoval znak “Ñ“ používaný ve španělsky mluvících zemích, většina výrobců, jako Bull, NCR, a Control Data, pro něj použila kód znaku “@“; kvůli nekonzistencím při slučování databáze do sedmibitového kódování ASCII, kdy byl vybrán znak “/“, v důsledku čehož měl stejný znak dva různé kódy.